# Misato (Akita)
Misato (美郷町?) è una cittadina giapponese della prefettura di Akita.